# غريغ بانش
غريغ بانش (بالإنجليزية: Greg Bunch)‏ مواليد 15 مايو 1956 في سان بيرناردينو، هو لاعب كرة سلة أمريكي معتزل. بدأ مسيرته الاحترافية في سنة 1978. تم اختياره من قبل فريق نيويورك نيكس خلال الدرافت. حمل الرقم 30. يبلغ طوله 6 قدم 6 بوصة (2.0 م). اعتزل اللعب في 1984. لعب مع نيويورك نيكس وباسكت مانريسا.

## روابط خارجية
- غريغ بانش على موقع إن بي أي (الإنجليزية)
- غريغ بانش على موقع سبورتس رفرنس (الإنجليزية)
- غريغ بانش على موقع الدوري الإسباني لكرة السلة (الإسبانية)
- غريغ بانش على موقع كلية كرة السلة في سبورتس رفرنس.كوم (الإنجليزية)
- غريغ بانش على موقع ريلجم (الإنجليزية)
- غريغ بانش على موقع بروبوليرز (الإنجليزية)
- غريغ بانش على موقع سبورتس رفرنس (الإنجليزية)